# Ministério da Defesa da Armênia

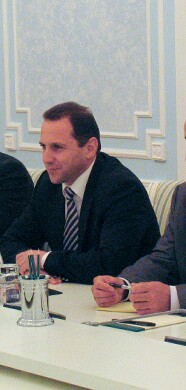

O Ministério da Defesa da Armênia, fundado em janeiro de 1992, é interino da liderança política das Forças Armadas, atualmente dirigida por David Tonoyan. De 1993 a 1995 houve um cargo simultâneo de Ministro de Estado da Defesa, ocupado por Vazgen Sargsyan.
|               | Ministro da Defesa     | Início do mandato      | Fim do mandato         | Partido                               | Fonte(s)    |
| 1             | Hovhannes Hakhverdyan  | 30 de junho de 1918    | 27 de março de 1919    |                                       |             |
| 2             | Christophor Araratov   | 27 de março de 1919    | 5 de maio de 1920      |                                       |             |
| 3             | Rouben Ter Minassian   | 5 de maio de 1920      | 24 de novembro de 1920 | Federação Revolucionária Armênia      |             |
| 4             | Drastamat Kanayan      | 24 de novembro de 1920 | 2 de dezembro de 1920  | Federação Revolucionária Armênia      |             |
| Cargo abolido |                        |                        |                        |                                       |             |
| 1             | Vazgen Sargsyan        | 1991                   | 1992                   | Movimento Nacional Pan-Armênio        | [ 1 ]       |
| 2             | Vazgen Manukyan        | agosto de 1992         | agosto de 1993         | União Nacional Democrática da Armênia |             |
| 3             | Serj Sargsyan          | agosto de 1993         | maio de 1995           | (nenhum)                              |             |
| 4             | Vazgen Sargsyan        | maio de 1995           | junho de 1999          | Partido Republicano da Armênia        | [ 1 ]       |
| 5             | Vagharshak Harutiunyan | junho de 1999          | maio de 2000           | (nenhum)                              |             |
| 6             | Serj Sargsyan          | maio de 2000           | 26 de março de 2007    | Partido Republicano da Armênia        |             |
| 7             | Mikael Harutyunyan     | 4 de abril de 2007     | 14 de abril de 2008    | (nenhum)                              |             |
| 8             | Seyran Ohanyan         | 14 de abril de 2008    | 3 de outubro de 2016   | (nenhum)                              |             |
| 9             | Vigen Sargsyan         | 3 de outubro de 2016   | 12 de maio de 2018     | Partido Republicano da Armênia        |             |
| 10            | David Tonoyan          | 11 de maio de 2018     | presente               | (nenhum)                              | [ 3 ] [ 2 ] |